# Susana Arrais
Carla Susana Arrais Duarte (6 de Outubro de 1975) é uma atriz e encenadora portuguesa.

## Vida pessoal
Foi casada com o também actor e encenador Miguel Barros, com quem teve dois filhos, Maria (2003) e Tomé (2011).
E formada em teatro-formação de actores na Escola Superior de Teatro e Cinema (1997),  com licenciatura em teatro e educação na Escola Superior de Teatro e Cinema (2000) e Mestrado em educação artística com especialização em teatro na educação, na ESE de Lisboa (2012).

## Televisão
| Ano     | Título                                      | Personagem                      | Notas                                  | Canal       |
| ------- | ------------------------------------------- | ------------------------------- | -------------------------------------- | ----------- |
| 1997/98 | Riscos                                      |                                 | Participação Especial                  | RTP1        |
| 1998    | Diário de Maria                             | Isabel Fonseca                  | Participação Especial                  | RTP1        |
| 2001    | Espírito da Lei                             | Mónica Santos                   | Protagonista                           | SIC         |
| 2001/02 | Nunca Digas Adeus                           | Vera de Almeida Barreto (Jovem) | Participação Especial                  | TVI         |
| 2002    | Sonhos Traídos                              | Maria José (Zé) Garrido         | Protagonista                           | TVI         |
| 2003/04 | Lusitana Paixão                             | Marta                           | Elenco principal                       | RTP1        |
| 2005/06 | Quadrado das Bermudas                       | Várias personagens              | Protagonista                           | SIC Comédia |
| 2007    | Jura                                        | Ágata                           | Participação Especial                  | SIC         |
| 2007    | Ilha dos Amores                             | Carmo Machado da Câmara         | Co-Antagonista                         | TVI         |
| 2008    | Casos da Vida – Pretérito imperfeito        | Júlia                           | Protagonista                           | TVI         |
| 2008/09 | Morangos com Açúcar (5.ª série - 6.ª série) | Isaura Campos                   | Elenco principal                       | TVI         |
| 2009    | Conexão                                     | Alexandra Gomes                 | Elenco principal                       | TVG / RTP1  |
| 2009/10 | Deixa Que Te Leve                           | Jacinta Lamego                  | Elenco principal                       | TVI         |
| 2010    | Meu Amor                                    | Dulce da Boa Morte              | Elenco principal                       | TVI         |
| 2010/11 | Sedução                                     |                                 | Direcção de actores                    | TVI         |
| 2011    | Tempo Final – Mano a mano                   | Paula                           | Elenco principal                       | RTP1        |
| 2011    | Liberdade 21                                |                                 | Participação Especial                  | RTP1        |
| 2012    | A Mãe do Meu Filho                          | Clara                           | Elenco principal                       | TVI         |
| 2012    | O Último Verão                              | Júlia                           | Elenco principal                       | RTP1        |
| 2012    | Maternidade                                 | Anabela                         | Participação Especial                  | RTP1        |
| 2013    | Hotel Cinco Estrelas                        | Cláudia                         | Participação Especial                  | RTP1        |
| 2013    | Dancin' Days                                | Francisca Morgado               | Participação Especial                  | SIC         |
| 2013    | Mundo ao Contrário                          | Patrícia Pereira Viana          | Elenco principal e direcção de actores | TVI         |
| 2014    | I Love It                                   |                                 | Direcção de actores                    | TVI         |
| 2014/15 | Mulheres                                    | Cláudia Cardoso                 | Protagonista                           | TVI         |
| 2015    | Jardins Proibidos                           | Sónia                           | Participação Especial                  | TVI         |
| 2015    | Mar Salgado                                 | Irene                           | Participação Especial                  | SIC         |
| 2015/16 | Santa Bárbara                               | Francisca Magalhães             | Elenco principal                       | TVI         |
| 2016/17 | Miúdo Graúdo                                | Cláudia Freitas                 | Elenco principal                       | RTP1        |
| 2017    | Ouro Verde                                  | Jéssica Andrade                 | Elenco principal                       | TVI         |
| 2017    | A Família Ventura                           | Soraia                          | Elenco principal                       | RTP1        |
| 2017    | Filha da Mãe                                |                                 | Elenco principal                       | Youtube     |
| 2018    | Excursões Air Lino                          | Salomé                          | Participação Especial                  | RTP1        |
| 2018/19 | Circo Paraíso                               | Fátima                          | Elenco principal                       | RTP1        |
| 2018/19 | Valor da Vida                               | Cláudia Folque                  | Elenco principal                       | TVI         |
| 2019/20 | Prisioneira                                 | Cecília / Isabel                | Participação Especial                  | TVI         |
| 2020    | Quer o Destino                              |                                 | Direcção de actores                    | TVI         |
| 2020/21 | Amar Demais                                 | Evelina Castelo Branco          | Elenco principal                       | TVI         |
| 2021    | A Morte do Super Homem                      | Professora Clara Gomes          | Elenco principal                       | RTP1        |
| 2022/23 | Quero É Viver                               | Sofia Pombeiro Vaz              | Elenco principal                       | TVI         |
| 2023    | Queridos Papás                              | Felícia                         | Elenco adicional                       | TVI         |

## Cinema
- Longa-metragem “Águas mil” realização de Ivo Ferreira (2007)
- Longa-metragem “Conexão” realização de Leonel Vieira (2009)
- Longa-metragem “A Vida Invisível” realização de Vítor Gonçalves (2013)
- Curta-metragem “Que Se Lixe o Guugle” realização de Raquel Palermo (2014)
- Curta-metragem “Salto.” realização de Henrique Guerreiro (2019)

## Teatro

### Interpretação
- “À espera de godot” t.a.e.s.o - (1991)
- “Os 40 anos do liceu” t.a.e.s.o - criação colectiva (1992)
- “Auto da barca do motor fora de borda” t.a.e.s.o - (1993)
- “Electra – uma peça em construção” t.a.e.s.o. produção colectiva (1994)
- “Sonho de uma noite de verão” encenação de João Mota (encontro: junesses theatrales d’europe em Bussang e França) (1995)
- “O que diz sim” encenação de João Mota (encontro: junesses theatrales d’europe em Bussang e França) (1995)
- “Madrugada” - 25º aniversário da revolução de abril encenação de João Brites, Teatro o Bando (1998)
- “As moscas” a partir de Jean Paul Satre, encenação Carlos Pessoa, exercício do 3º ano da Escola Superior de Teatro e Cinema (e.s.t.c.) (1997)
- “Esboço sobre a ansiedade” texto e encenação de Carlos J. Pessoa, Teatro da Garagem (1998)
- “Juane, o mito da ilha da oliveira com maçãs” texto e encenação de Pedro Saavedra, Teatro Observatório (1999)
- “Histórias sobre o 25 de abril” teatro infanto-juvenil, Bica Teatro (2001)
- “Cromosapiens”, teatro da trindade, interp, prod. e op. de luz (2004)
- “Gosto muito do que fazes” encenação de João Didelet, (2005)
- “O amor é... lixado” encenação de Rute Rocha,  Gato que Ladra (2012)
- “O espaço entre as cerejas” encenação de Rute Rocha, Museu da Marioneta (2019)
- Participação em várias mostras de Teatro Amador do Concelho de Oeiras

### Encenação/Direcção - Teatro escolar/Universitário
- “Saltimbancos nas aldeias do minho” campo de saltimbancos para estudantes universitários (1999)
- “Espírito huma” animação de rua – cupav, (2000)
- “Portugalizando” t.a.e.s.o, criação colectiva (2000)
- “Acuso!” t.a.e.s.o, criação colectiva (2000)
- “Felizmente há luar” t.a.e.s.o. (2001)
- “A cantora muito careca” t.a.e.s.o. (2004/05)
- “Nada pessoal” t.a.e.s.o. (2005/06)

### Encenação
- Coordenadora e encenadora do grupo t.a.e.s.o. - teatro dos alunos da escola secundária de Oeiras (de 2000 a 2007)
- Encenadora do teese - teatro experimental da es. sup. ed. - Castelo Branco (2001)
- “Tremores íntimos anónimos” Bica Teatro/Teatro da Trindade (2003)
- “Stella e Simão”, produção gato que ladra, (2007/09)
- “Julieta está grávida”, direcção de actores, encenação de Miguel Barros, Teatro rápido (2012)

### Encenação e interpretação
- “Nãnãnã” teatro para bebés, Ovo Teatro/Fábrica de Peças (2004/05)
- “A menina que não sabia o que era o medo”, Ovo Teatro (2006/10)
- "Mulher(e)Xão", encenação conjunta com Iolanda Laranjeiro (2015)[5]

## Dança
- Participação no “baile romântico” sob a orientação do mestre Vicente Trindade, Palácio Nacional da Ajuda (1995)
- Demonstração de danças do século XIX (festa de lançamento do renault mégane) (1996)
- Espectáculo de danças barrocas em Castelo Branco (1998)